# Blütenmuskateller
Blütenmuskateller, eine russische Züchtung mit dem Namen Zwetotschny, ist eine Weißweinsorte. Die Weine weisen ein starkes Muskataroma auf, welches an Blumenblüten erinnert. Der ‘Blütenmuskateller’ liefert vollere und üppigere Weine als der Muskateller und eignet sich auch für die Süßweinerzeugung. Durch die gute Pilzwiderstandsfähigkeit zählt die Sorte zu den PiWi-Sorten.

## Herkunft
Diese Sorte wurde 1947 am Allrussischen Weinbauinstitut in Nowotscherkassk, Südrussland entwickelt.
Die auf den Namen Zwetotschny (russisch „die Blütige“) lautende Sorte wurde schon kurz nach dem Zweiten Weltkrieg aus Severny (= Seianetze Malengra × Vitis amurensis) x (Muscat Lunel × Muscat d’Alexandrie) gekreuzt. Die Sorte Severny enthält Genanteile von Vitis amurensis. Sie stammt aus einer Zuchtlinie für die Einkreuzung von Widerstandskraft gegen die Mehltaupilze. Trotzdem handelt es sich bei der Sorte Blütenmuskateller im botanischen Sinne um eine reine Vitis vinifera.

## Abstammung
Die Sorte ist eine Kreuzung aus Severny × (Muscat Lunel × Muscat d’Alexandrie)

## Charakteristische Merkmale
- Die Triebspitze ist stark weiß behaart und die Anthocyanfärbung sehr schwach.
- Der Tiebwuchs ist halb aufrecht.
- Das Blatt ist fünfeckig mit 5 Lappen, tief gebuchtet und mit ebenem Profil, Spreite schwach blasig, Stielbucht offen mit u-förmiger Basis, Blattunterseite stark behaart
- Die Traube ist 18–25 cm lang, lockerbeerig, kegelförmig mit 1–3 Flügeln und besitzt keine Beitrauben.
- Die Beeren sind rundlich, klein, grün-gelb gefärbt mit ungefärbtem Fruchtfleisch und intensivem Muskatgeschmack.

Reife: mittelspät

## Ansprüche
Benötigt gute Lagen und zumindest mittelgründigen Boden. Auf kargem Boden besteht die Gefahr des Abholzens (Rückgang des Triebwachstums).

## Ertrag
Die Erträge sind mittel bis hoch. Eine Mengenregulierung in manchen Jahren notwendig.

## Wein
Die Weine weisen ein starkes Muskataroma auf, das an Blumenblüten erinnert. Der Blütenmuskateller liefert vollere und üppigere Weine als der ‘Muskateller’ und eignet sich auch für die Süßweinerzeugung.

## Vor- und Nachteile

### Vorteile
- Die Sorte besitzt eine sehr gute Widerstandsfähigkeit gegenüber Winterfrost.
- Nach Frühjahrsfrost ist eine Stockregeneration nur mittelgut möglich.
- Sie verträgt geringfügig tiefere Spätfrosttemperaturen als andere Sorten.
- Sie hat eine gute Peronosporatoleranz, eine mittelgute Oidiumtoleranz und eine gute Botrytistoleranz.
- Der Aufwand für Pflanzenschutz kann drastisch reduziert werden.
- Nach Herbstniederschlägen haben die Beeren eine geringe Neigung zum Platzen.
- Die Beeren erreichen einen hohen Zuckergehalt und neigen bei Vollreife zum Schrumpfen.
- Die Sorte ist gut für die Süßweinerzeugung geeignet.
- Ein sehr aufrechter Triebwuchs erleichtert die Laubarbeiten.

### Nachteile
- Auf kargen, mageren Böden lässt das Triebwachstum nach.

## Verbreitung
Kleinstflächen wurden in Österreich ab 2013 ausgepflanzt. Die Sorte wurde erst 2013 in das österreichische Sortenregister aufgenommen.